# Liste der Biografien/Yad
Liste der Biografien |
Portal Biografien |
Personensuche
# |
A |
B |
C |
D |
E |
F |
G |
H |
I |
J |
K |
L |
M |
N |
O |
P |
Q |
R |
S |
T |
U |
V |
W |
X |
Y |
Z |
?
 
Ya |
Yb |
Yc |
Yd |
Ye |
Yf |
Yg |
Yh |
Yi |
Yk |
Yl |
Ym |
Yn |
Yo |
Yp |
Yr |
Ys |
Yt |
Yu |
Yv |
Yw |
Yx |
Yz
 
Yaa |
Yab |
Yac |
Yad |
Yae |
Yaf |
Yag |
Yah |
Yai |
Yaj |
Yak |
Yal |
Yam |
Yan |
Yao |
Yap |
Yaq |
Yar |
Yas |
Yat |
Yau |
Yav |
Yaw |
Yax |
Yay |
Yaz
Die Liste der Biografien führt alle Personen auf, die in der deutschsprachigen Wikipedia einen Artikel haben. Dieses ist eine Teilliste mit 45 Einträgen von Personen, deren Namen mit den Buchstaben „Yad“ beginnt.

## Yad

### Yada
- Yada, Asahi (* 1991), japanischer Fußballspieler
- Yada, Kimio (1913–1990), japanischer Hochspringer
- Yada, Kōji (1933–2014), japanischer Synchronsprecher (Seiyū)
- Yada, Lena (* 1978), japanisch-amerikanisches Model, Schauspielerin, Surferin und WrestlerinLena Yada (* 1978)

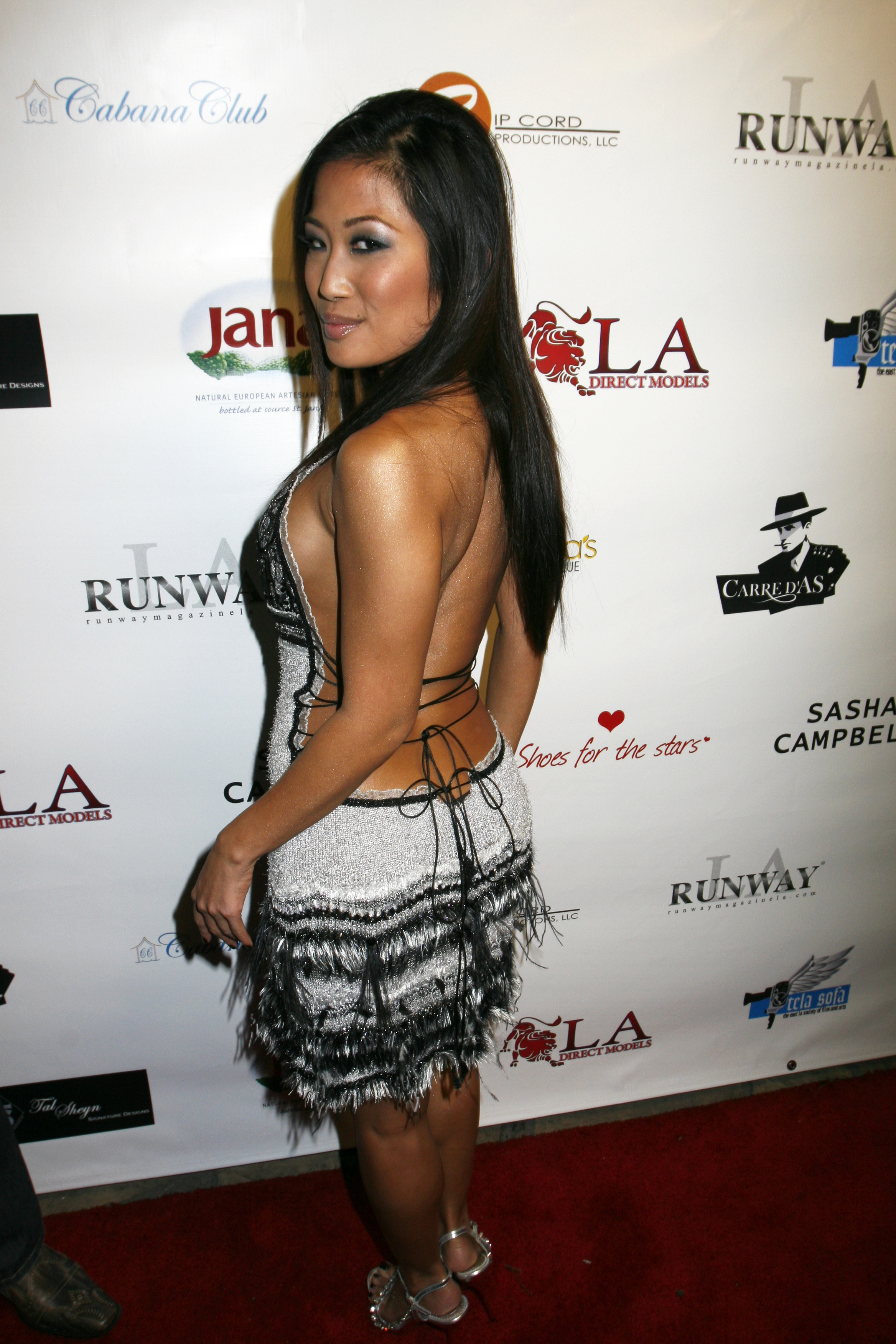
Lena Yada (* 1978)

- Yada, Mikuni (* 1999), japanische Langstreckenläuferin
- Yada, Yūsuke (* 1983), japanischer Fußballspieler
- Yadai, Tamir (* 1969), stellvertretender Generalstabschef der Israelischen Streitkräfte (IDF)
- Yada'ib Dhubyan Yuhan'im, Mukarrib des altsüdarabischen Reiches von Qataban
- Yada'ib Yigal I., Herrscher von Qataban
- Yada'il Bayyin I., Herrscher von Hadramaut
- Yada'il Bayyin II., Herrscher von Hadramaut
- Yada'il Bayyin II., Herrscher von Saba
- Yada'il Bayyin III., König von Hadramaut
- Yada'il Bayyin IV., König von Hadramaut
- Yada'il Dharih I., sabäischer Herrscher (Mukarrib)
- Yada'il II., Herrscher von Saba
- Yada'il Yanuf, Herrscher von Saba
- Yadama, Shirō (1944–2024), japanischer Kinderbuchautor und -illustrator
- Yadan, Caroline (* 1968), französische Rechtsanwältin und ParlamentsabgeordneteCaroline Yadan (* 1968)

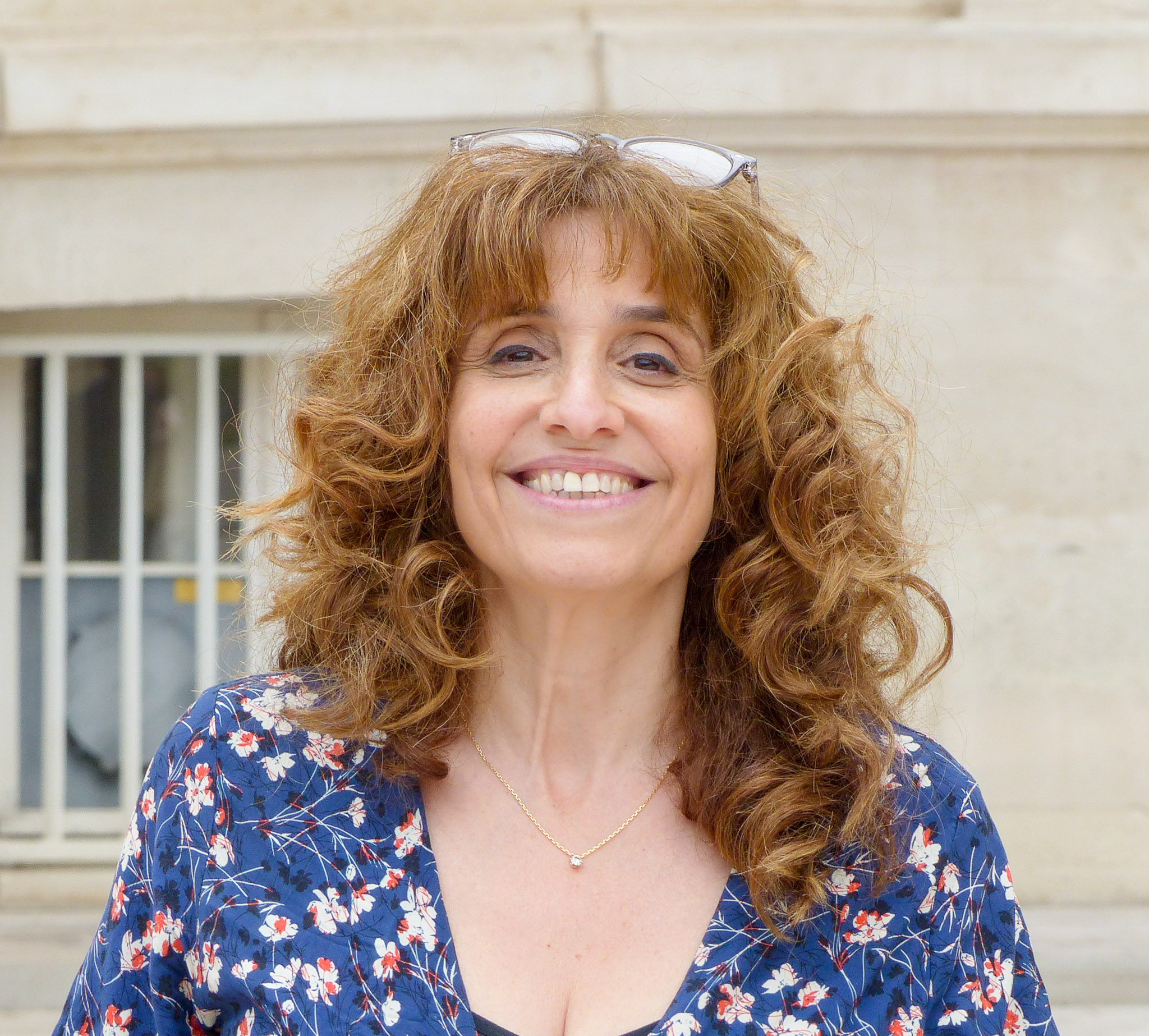
Caroline Yadan (* 1968)

- Yadav, Abhishek (* 1980), indischer Fußballspieler
- Yadav, Akhilesh (* 1973), indischer Politiker
- Yadav, Jagadish (* 1985), indischer Badmintonspieler
- Yadav, Kuldeep (* 1994), indischer Cricketspieler
- Yadav, Lalu Prasad (* 1947), indischer Politiker
- Yadav, Mohan (* 1965), indischer Politiker
- Yadav, Mulayam Singh (1939–2022), indischer Politiker, Gründer und Vorsitzer der Samajwadi Party
- Yadav, Poonam (* 1991), indische Cricketspielerin
- Yadav, Radha (* 2000), indische Cricketspielerin
- Yadav, Ram Baran (* 1948), nepalesischer Politiker
- Yadav, Ram Naresh (1928–2016), indischer Politiker, Lok Sabha- und Rajya Sabha-Mitglied, Chief Minister von Uttar Pradesh, Gouverneur von Madhya Pradesh und Chhattisgarh
- Yadav, Rohit (* 2001), indischer Speerwerfer
- Yadav, Rubina (* 2001), indische Hochspringerin
- Yadav, Sachin (* 1999), indischer Speerwerfer
- Yadav, Sharad (1947–2023), indischer Politiker und Vorsitzer der Partei Janata Dal (United) (JD(U))
- Yadav, Surekha (* 1965), erste indische Lokomotivführerin
- Yadav, Suryakumar (* 1990), indischer Cricketspieler
- Yadav, Vikas Krishan (* 1992), indischer Boxer

### Yade
- Yade, Pape Ndiaga (* 2000), senegalesischer Fußballspieler
- Yade, Rama (* 1976), französische Politikerin

### Yadi
- Yadi'ab Ghailan II., König von Hadramaut
- Yadigaroglu, George (1939–2018), griechischer Kerntechniker und Hochschullehrer
- Yadin, Avihai (* 1986), israelischer Fußballspieler
- Yadin, Uri (1908–1985), deutsch-israelischer Jurist
- Yadin, Yossi (1920–2001), israelischer Schauspieler

### Yadl
- Yadlapalli, Pranjala (* 1999), indische Tennisspielerin